# Saint-Gilles-Pligeaux
 Saint-Gilles-Pligeaux  (en bretón Sant-Jili-Plijo) es una población y comuna francesa, situada en la región de Bretaña, departamento de Côtes-d'Armor, en el distrito de Guingamp y cantón de Saint-Nicolas-du-Pélem.

## Demografía
| 668 | 593 | 491 | 398 | 352 | 299 |
| Para los censos de 1962 a 1999 la población legal corresponde a la población sin duplicidades (Fuente: INSEE [Consultar]) |     |     |     |     |     |